# David Clair
David Clair, né le 16 mars 1956, est un comédien et auteur de théâtre.

## Parcours
Élève du cours Raymond-Girard (premier prix de comédie), puis de l’ENSATT (école nationale supérieure des arts et techniques du théâtre), son emploi de jeune premier lui permet d’aborder un large éventail de rôles allant du répertoire classique (Molière, Racine, Corneille, Marivaux, Shakespeare), au répertoire romantique (Musset, Hugo), jusqu’au répertoire contemporain (Feydeau, Ionesco, Saint-Exupéry, Montherlant, Françoise Dorin, Frédéric Dard). Il travaille notamment sous les directions de Robert Manuel, Roger Hanin, Robert Fortune, Jean-Claude Brialy, Georges Wilson, Attilio Maggiulli à la Comédie italienne, et même Herbert von Karajan en participant pendant deux saisons aux représentations de Carmen au Festival de Salzbourg.

## Formation
- 1974 : Cours Raymond Girard (1er prix de comédie)
- 1975-1976 : ENSATT Centre d’art dramatique de la rue Blanche[1]

## Comédien
- 1975 : Tournées Jean Huberty : rôle du Baronnet dans Caroline a disparu d’A. Valmy
- 1976-1978 : Compagnie Théâtre et Lumière : rôle de Don Enrique de Letamendi dans le Maître de Santiago de Montherlant. Mise en scène : Dominique Leverd. Cloître des Billettes, théâtre Saint Georges, tournée
- 1979 : Festival de Pau. Rôle de Gennaro dans Lucrèce Borgia de Victor Hugo. Mise en scène : Roger Hanin. Tournée et enregistrement télévisé TF1
- 1980 : Théâtre de l’Ouest Parisien (Suresnes). Rôle de Cœlio dans les Caprices de Marianne de Musset. Mise en scène de Robert Fortune
- 1980 : Festival de Pau et Carré Silvia Montfort. Rôle du Jeune Homme dans le Cocu Magnifique de F. Krommelynck, mise en scène : R. Hanin
- 1981-1982 : Croisières théâtrales Paquet. Direction Robert Manuel
- 1982 : Théâtre en Rond de Paris, rôle de Roméo dans Roméo et Juliette de Lope de Vega. Mise en scène : André Villiers
- 1985-1986 : Festival de Salzbourg. Carmen, rôle parlé d’Andrès[4]. Direction et mise en scène : Herbert Von Karajan
- 1985-1996 : Compagnie Sganarelle. Mises en scène : Jean Pierre Fontaine. Rôles : Octave (Fourberies de Scapin), Clitandre (Femmes savantes), Cléante (l’Avare), Damis (Tartuffe), Don Sanche (Le Cid), Lucas (Médecin malgré lui), Almaviva (Barbier de Séville), Oreste (Andromaque)
- 1990-1994 : Compagnie Guy Gravis. Le Petit Prince, rôle de Saint-Exupéry. Théâtre du Lucernaire et tournées
- 1991 : Spectacle 2000. La Puce à l’Oreille de Feydeau, rôle d’Étienne. Mise en scène : Jean-Claude Brialy. Tournée
- 1992 : Théâtre de la Michodière. La Puce à l’Oreille de G. Feydeau
- 1994 : Théâtre de Neuilly. Le Bourgeois Gentilhomme de Molière (avec Michel Galabru) Rôle de Covielle
- 1994 : Tournées Ch. Baret. Le Retour en Touraine de F. Dorin. Rôle de Pommier. Mise en scène : G. Wilson
- 1995 : Espace Carpeaux (Courbevoie). Le jeu de l’amour et du hasard de Marivaux, rôle de Dorante. Mise en scène : J. Lorcey
- 1996-2016 : Théâtre de la Comédie Italienne[2]. Mises en scène d’Attilio Maggiulli : le Jardin des amours enchantées (Le Prince), Les joyeuses manigances d’Arlequin et Colombine (Brighella), Les Femmes pointilleuses (Brighella), Noblesse et Bourgeoisie (Brighella), Arlequin et Colombine à l’école de l’amour (le Chevalier), Chère madame Garbo (Giorgio Strehler), Casanova, sublime histrion (le Comte Waldstein), La Locandiera (le Chevalier de Ripafratta), Les Pointilleuses (Florindo), Les Sortilèges de l’amour (le roi Dérame), Le Hoquet du pape (le Médecin), Le Baiser Enchanté (Macaca), Volpone de Ben Jonson (Volpone), Arlequin, valet de deux maîtres de Goldoni (Florindo), Noblesse et Bourgeoisie de Goldoni (Le Comte Ottavio), Le Jardin des amours enchantées (Le Prince Laid), Une Joyeuse et délirante villégiature (Goldoni, Filippo).

## Auteur
- Il écrit et réalise un disc-compact sur la vie de Thérèse de Lisieux avec Robert Hossein, Candice Patou et seize autres comédiens[5]. Une adaptation théâtrale Petite Thérèse, interprétée par la troupe Paroles, est donnée en 1997-1998 dans la région Nord-Pas-de-Calais.
- L’Appart, production du TBB, avec Thierry Beccaro et Olivier Lejeune. Mise en scène de Guy Gravis[6]. Tournée en 1999. Théâtre Bobino. Tournée en 2000
- Sous les murs de Troie, (tragi-comédie) Production du théâtre de Saint-Maur. Mise en scène de Guy Gravis. Janvier 2000[7]